# 주둔
주둔(駐屯, military stationing)은 군대가 정해진 곳에서 머무르는 일이다. 주둔 장소를 주둔지라고, 주둔하는 군을 주둔군이라고 한다.
해외 주둔이나 외국군의 주둔을 할 경우 양 당사국사이에 요건 충족이 필요하며, 그 지위를 주둔군지위협정에서 규정한다.